# Альмонасід-де-Соріта
Альмонасід-де-Соріта (ісп. Almonacid de Zorita) — муніципалітет в Іспанії, у складі автономної спільноти Кастилія-Ла-Манча, у провінції Гвадалахара. Населення — 814 осіб (2010).
Муніципалітет розташований на відстані близько 75 км на схід від Мадрида, 43 км на південний схід від Гвадалахари.
На території муніципалітету розташовані такі населені пункти: (дані про населення за 2010 рік)
- Альмонасід-де-Соріта: 790 осіб
- Побладо-Сентраль-Нуклеар: 9 осіб
- Сальто-де-Боларке: 15 осіб

## Демографія
Динаміка населення (INE ):

## Галерея зображень

Розташування муніципалітету у провінції Гвадалахара